# Urnes
Urnes (eller Ornes) är en kyrkby i Lusters kommun  i Vestland fylke i västra Norgen. Byn ligger på östra sidan av Lustrafjorden, en arm av Sognefjorden.
Här finns Urnes stavkyrka, som står på Unescos världsarvlista.